# Porcupine Strand
Het Porcupine Strand (kortweg The Strand) is een ruim 40 km lange kuststrook in de Canadese provincie Newfoundland en Labrador die volledig bestaat uit grote zandstranden. Het ligt aan de centrale kust van de regio Labrador en maakt deel uit van het Nationaal Park Mealy Mountains.

## Geografie
Het gebied bestaat in feite uit twee lange kuststroken die van elkaar gescheiden worden door Cape Porcupine. Het strandgedeelte ten noorden ervan is ongeveer 25 km lang, terwijl het gedeelte ten zuiden van Cape Porcupine ongeveer 15 km lang is. Dat zuidelijke deel ligt aan Trunmore Bay, een baai van de Labradorzee.
De kilometerslange zandstranden bevinden zich in een zeer afgelegen gebied zonder wegen die erheen leiden. De dichtstbij gelegen bewoonde plaats is het 13 km zuidoostelijker gelegen Cartwright, een gemeente aan de overkant van Sandwich Bay. Zo'n kilometer voorbij de zuidrand van The Strand ligt wel nog het kleine spookdorp North River.

## Zee-eenden
Het strandgebied is erkend als een Important Bird Area met globale significantie vanwege de grote aanwezigheid van zee-eenden uit het geslacht Melanitta, voornamelijk dan brilzee-eenden. Verschillende tellingen in de jaren 80 en 90 van de 20e eeuw stelden een aanwezigheid van enkele duizenden brilzee-eenden vast, voornamelijk langs het zuidelijke stranddeel. Het betrof vogels in hun ruiperiode, of in het stadium net daarvoor.

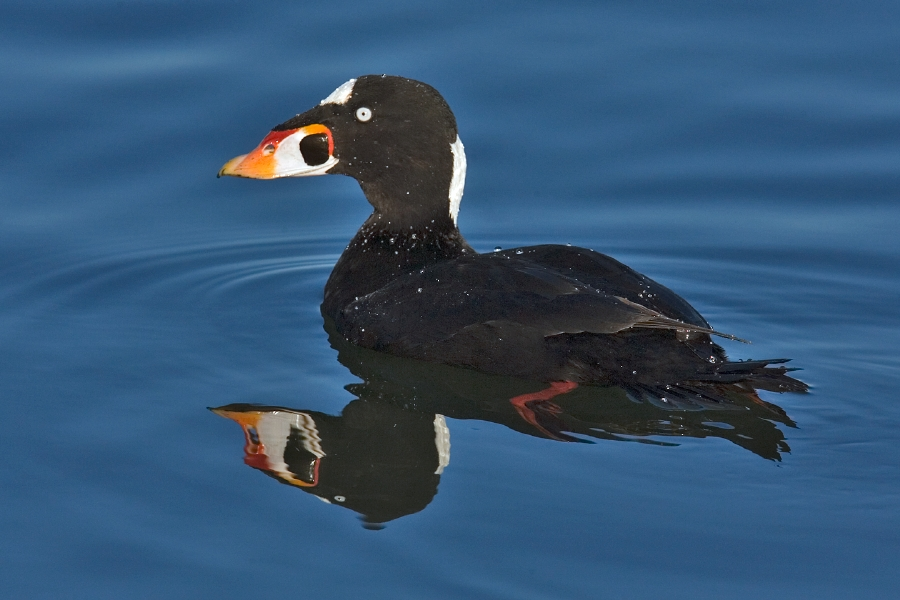
Mannelijke brilzee-eend
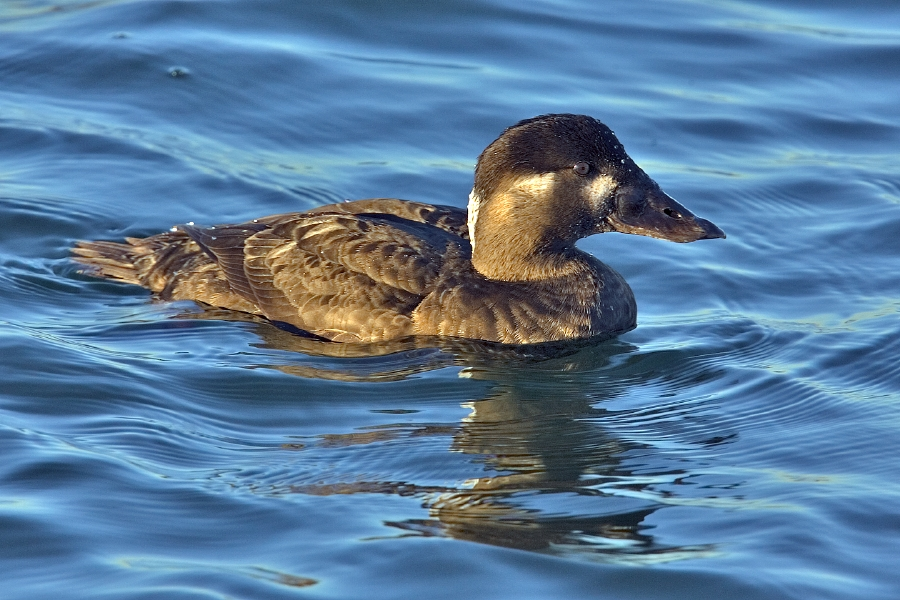
Vrouwelijke brilzee-eend

## Trivia
- In 2016 riep het provinciale maandblad Downhome het Porcupine Strand uit tot een van de "zeven wonderen van Newfoundland en Labrador".[4]
- Het strandgebied wordt dikwijls in verband gebracht met de Furðustrandir (of "Wonderstrands"), de stranden beschreven in de Saga van Erik de Rode.[4][5][6]